# Championnats de France de biathlon 2025
Navigation
Édition précédente Édition suivante
Les Championnats de France de biathlon 2025 sont la 23e édition hivernale des championnats de France et se déroulent aux Saisies du 28 au 30 mars. Les championnats sont divisés en plusieurs catégories d'âge. La catégorie la plus jeune est la U17, suivi des U19 et U22 puis les seniors.   
C'est la première fois depuis 2009 que la station du Beaufortain accueille l'évènement. Afin d'assurer l'organisation, la station a effectué des rénovations sur le pas de tir du biathlon ainsi que sur plusieurs bâtiments. En parallèle des épreuves de biathlon, se déroulent sur le même lieu les championnats de France de ski nordique (ski de fond). Le samedi, Julia Simon et Justine Braisaz-Bouchet ont inauguré le nouveau pas de tir du club.  

## Calendrier
Le programme est dévoilé par la FFS en février 2025. La journée du samedi est dédiée aux relais. Les équipes alignées en relais comprennent des biathlètes des différentes catégories d'âge.
| Date             | Date   | Evènement                                | Catégorie   |
| ---------------- | ------ | ---------------------------------------- | ----------- |
| Vendredi 28 Mars | 10h15  | Mass-Start 8km hommes                    | U17         |
| Vendredi 28 Mars | 10h 50 | Mass-Start 6km femmes                    | U17         |
| Vendredi 28 Mars | 13h    | Mass-Start 12,5km hommes                 | U19         |
| Vendredi 28 Mars | 13h 50 | Mass-Start 10km femmes                   | U19         |
| Samedi 29 Mars   | 9h 45  | Relais par comités 1x5km et 2x6km hommes |             |
| Samedi 29 Mars   | 13h 15 | Relais par comités 1x4km et 2x5km femmes |             |
| Dimanche 30 Mars | 11h 30 | Mass-Start 10km femmes                   | U22/Séniors |
| Dimanche 30 Mars | 14h    | Mass-Start 12,5km hommes                 | U22/Séniors |

## Résultats

### Catégorie U17
| Epreuve               | Vainqueur             | Deuxième           | Troisième     |
| --------------------- | --------------------- | ------------------ | ------------- |
| Mass-Start 8km hommes | Martin Minazzi        | Niels Bibollet     | Lucas Moine   |
| Mass-Start 6km femmes | Zabou Mellouet Achard | Clémence Lepouriel | Rose Dusserre |

### Catégorie U19
| Epreuve                  | Vainqueur                   | Deuxième       | Troisième    |
| ------------------------ | --------------------------- | -------------- | ------------ |
| Mass-Start 12,5km hommes | Camille Grataloup-Manissole | Flavio Guy     | Léo Carlier  |
| Mass-Start 10km femmes   | Louise Roguet               | Alice Dusserre | Léna Moretti |

### Catégorie U22
| Epreuve                  | Vainqueur              | Deuxième                    | Troisième       |
| ------------------------ | ---------------------- | --------------------------- | --------------- |
| Mass-Start 10km femmes   | Voldiya Galmace Paulin | Célia Henaff                | Amandine Mengin |
| Mass-Start 12,5km hommes | Gaëtan Paturel         | Judicaël Perrillat-Bottonet | Edgar Geny      |

### Catégorie Séniors
| Epreuve                  | Vainqueur               | Deuxième               | Troisième      |
| ------------------------ | ----------------------- | ---------------------- | -------------- |
| Mass-Start 10km femmes   | Justine Braisaz-Bouchet | Voldiya Galmace Paulin | Julia Simon    |
| Mass-Start 12,5km hommes | Éric Perrot             | Oscar Lombardot        | Gaëtan Paturel |

### Résultats des relais
| Epreuve       | Vainqueur                                                                  | Deuxième                                                                 | Troisième                                                                |
| ------------- | -------------------------------------------------------------------------- | ------------------------------------------------------------------------ | ------------------------------------------------------------------------ |
| Relais hommes | Dauphiné 1 : Martin Minazzi Camille Grataloup-Manissolle Émilien Jacquelin | Mont-Blanc 1 : Niels Bibollet Jérémie Bouchex-Bellomie Antonin Guigonnat | Mont-Blanc 2 : Nicolas Colomban Cyprien Mermillod Blardet Gaëtan Paturel |
| Relais femmes | Mont-Blanc 1: Adèle Ouvrier-Buffet Louise Roguet Jeanne Richard            | Mont-Blanc 3 : Thais Royet Lola Bugeaud Gilonne Guigonnat                | Jura 1: Rose Marguet Lisa Cart Lamy Léonie Jeannier                      |

## Tableau des athlètes multi-médaillés
| Rang  | Biathlète                   | Or | Argent | Bronze | Ensemble |
| ----- | --------------------------- | -- | ------ | ------ | -------- |
| 1     | Martin Minazzi              | 2  |        |        | 2        |
| 2     | Camille Grataloup-Manissole | 2  |        |        | 2        |
| 3     | Louise Roguet               | 2  |        |        | 2        |
| 4     | Niels Bibollet              |    | 2      |        | 2        |
| 5     | Gaëtan Paturel              |    |        | 2      | 2        |
| Total | Total                       | 6  | 2      | 2      | 10       |